# ケンブリッジ市営空港 (ネブラスカ州)
ケンブリッジ市営空港（ケンブリッジしえいくうこう、英語: Cambridge Municipal Airport、(ICAO: KCSB, FAA LID: CSB) は、アメリカ合衆国ネブラスカ州ファーナス郡ケンブリッジの北東2マイル（約3km）に位置する空港。連邦航空局 (FAA) による2011年–2015年の国家空港総合整備計画におけるFAA空港カテゴリーは、ゼネラル・アビエーション（一般航空）施設となっている。
アメリカ合衆国の空港の多くは、FAAによる3文字の空港コードとIATAコードが同じになっているが、ケンブリッジ市営空港はFAAコードがCSBで、IATAコードは付けられていない。（IATAコードでCSBが与えられているのは、ルーマニアのカランセベシュにあるカランセベシュ空港である。）

## 施設
空港は、213エーカー (86 ha)の広さがあり、標高は 2,414フィート (736 m) である。1本だけある滑走路は、方向は14/32、全長 4,098フィート (1,249m)、幅 60フィート (18 m) のアスファルト舗装になっている。
2009年6月29日までの1年間に、この空港では、のべ 7,000機、1日平均19機が運航されたが、その 96%がゼネラル・アビエーション（一般航空）、2%がチャーター機やエアタクシーで、1%が軍用機であった。この空港を拠点としている航空機は7機あり、そのうち5機はエンジンが一つだけの単発機であり、残り2機には複数のエンジンが搭載されている。